# Maison de la presse (magasin)
Pour les articles homonymes, voir Maison de la presse.

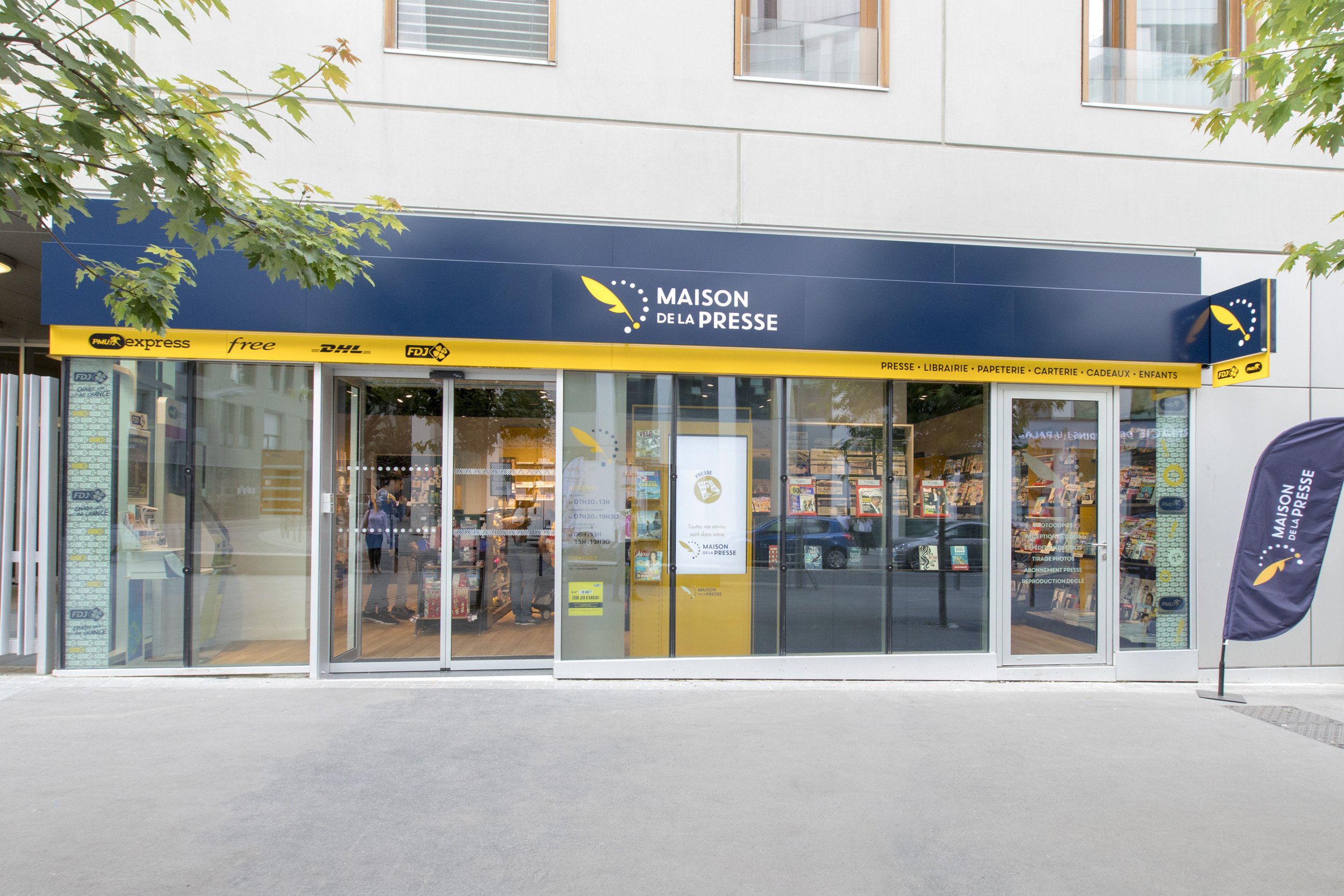
un magasin à l'enseigne « Maison de la presse » à Paris (France).

Une maison de la presse est un magasin disposant d'un vaste rayon presse qui propose une offre importante en quotidiens et magazines. Ce type de commerce propose souvent des articles d'autres rayons comme la librairie, la papeterie, le tabac (les jeux de grattage, des boissons à emporter, des souvenirs, des cartes SIM prépayées).

## France
En France, « Maison de la presse » est une enseigne de distribution de presse et livres, appartenant au groupe NAP, comptant 500 points de vente en centre-ville. Chaque magasin est géré sous contrat de concession. Chaque année un prix Maison de la Presse est organisé pour récompenser un ouvrage qui sera la lecture de l’été.